# Clubiona oteroana
Clubiona oteroana là một loài nhện trong họ Clubionidae.
Loài này thuộc chi Clubiona. Clubiona oteroana được Willis J. Gertsch miêu tả năm 1941.